# Fasszieher
Der historische Beruf Fasszieher wurde entlang der Donau und ihrer Nebenflüsse ausgeübt. Fasszieher zogen oder verluden die beladenen angelieferten Fässern auf die Schiffe. So spricht die Aschacher Ordnung von 1512: zu ziehen wein oder pier und anders. Zudem wurden Sensen, Sicheln, Leder, Schleifsteine etc. verpackt. In Wien erinnert ein Gassenname an dieses Gewerbe.